# BM-27
BM-27 Uragan (Index GRAU 9P140) je sovětský samohybný raketomet. Vyvinutý byl v 70. letech, v roce 1975 je zaveden do sovětské armády jako náhrada za BM-21 Grad. Raketomet je montovaný na vozidlo ZIL -135 LMP, dojezd 500 km, max.rychlost 65 km/h, délka vozidla je 9,630 m a výška celého komplexu 3,225 m. Raketomet může odpálit rakety postupně nebo v salvě během 20 s, další nabití trvá asi 15 minut, přičemž jednou salvou je údajně schopen zničit prostor o rozloze 426 000 m² .
220 mm raketa obsahuje 104,1 kg tuhého raketového paliva a tyto známé hlavice:
- 9M27F vysoce explozivní fragmentační projektil s bojovou hlavicí o hmotnosti 99 kg (celková hmotnost 280,4 kg, délka 4832 mm)
- 9M27K s kazetovou bojovou hlavicí o celkové hmotnosti 89,5 kg, každá hlavice obsahuje 30 kusů vysoce explozivní submunice o váze 1,85 kg (celková hmotnost 271 kg, délka 5178 mm)
- 9M27K2 s kazetovou hlavicí, jedna hlavice obsahuje 24 protitankových min
- 9M27KZ s kazetovou hlavicí, jedna hlavice obsahuje 312 protipěchotních min
- 9M51 objemově-detonační, hlavice váží 143,5 kg, maximální dolet s touto hlavicí je 5–13 km[1]

Kromě toho hlavice rakety může obsahovat i chemické látky, zápalnou submunici i objemově-detonační směsi.